# Neoharriotta pinnata
Neoharriotta pinnata är en broskfiskart som först beskrevs av Schnakenbeck 1931.  Neoharriotta pinnata ingår i släktet Neoharriotta och familjen Rhinochimaeridae. IUCN kategoriserar arten globalt som otillräckligt studerad. Inga underarter finns listade i Catalogue of Life.
Artens utbredningsområde ligger i Atlanten väster om Afrika från Mauretanien till Namibia. Neoharriotta pinnata vistas vanligen i regioner som ligger 200 till 470 meter under havsytan. Individerna blir könsmogna vid en kroppslängd av 50 till 60 cm.